# سیارک ۱۰۰۳۰
سیارک ۱۰۰۳۰ (به انگلیسی: 10030 Philkeenan، نامگذاری:1981QG) ده هزار و سیمین سیارک کشف شده‌است که در ۳۰ اوت ۱۹۸۱ کشف شد.
قدر مطلق سیارک برابر ۱۳٫۵۰ است.